# 榎本虎彦
榎本 虎彦（えのもと とらひこ、慶応2年1月10日（1866年2月24日） - 大正5年（1916年）11月16日）は明治・大正の歌舞伎作家。俳号は破笠。和歌山市出身である。歌舞伎座の立作者として『南都炎上』、『名工柿右衛門』などの代表作を残す。

## 来歴
父の放蕩のため、生家は貧しかったという。榎本は自力で和歌山師範学校を卒業して小学校教員となるが、1887年（明治20年）、21歳のときに文学を志して上京する。福地桜痴の書生となり、日報社記者として働いた後、桜痴が創設に関わり立作者を務めていた歌舞伎座で2年後には見習い作家となり竹柴破笠（たけしば はりゅう）を名乗った。新聞社で同僚だった岡本綺堂とは親交があり、桜痴宅に綺堂を案内したりもした。その後やまと新聞の記者として小説を書いた時期もあったが、1897年（明治30年）に歌舞伎作者に戻り、三代目河竹新七や竹柴彦作らが歌舞伎座を脱退すると榎本虎彦を名乗った。
1904年（明治37年） に初の自分の歌舞伎作品として『安宅関』を書いた。これは近松門左衛門の作品を翻案したもので、七代目市川八百蔵に当て書きしたものだった。1906年（明治39年）に桜痴が死ぬと歌舞伎座の立作者となった。
以後も翻案を中心に歌舞伎作家として活動、未上演・改作を含めて56本の作品を残した。1906年（明治39年）の『南都炎上』や、1912年（大正元年）11月に十一代目片岡仁左衛門に当て書きした『名工柿右衛門』が代表作。また前後するが、1897年（明治30年）には榎戸賢二・早川七蔵とともに師の桜痴を輔けて桜痴の『侠客春雨傘』（きょうかく はるさめがさ）を歌舞伎『侠客春雨傘』（おとこだて はるさめがさ）に翻案、これが日延に日延を繰り返す空前の大当たりとなって桜痴の晩年を飾ったが、桜痴は刊行されたこの脚本に添えた序文の中で榎本らに触れて「余を補助して頗る其力を竭せると、余が感謝する所なり」と最大限の謝辞を述べている。
1916年（大正5年）に二代目市川段四郎に当て書きした『新曲安達原』が絶筆となり、同年51歳で死去。東京深川の法善寺に墓所があったが、昭和8年に祐天寺に改葬している。子は茂で、孫の綾子は近代文学研究者の大石修平（同墓域内）に嫁いでいる。次男は映画監督の中村登。

## 著作
- 『美人の犯罪 探偵小説』榎本破笠 金桜堂 1893.2
- 『黒眼鏡 探偵小説』榎本破笠 弘文館 1893.5
- 『秋色桜 俳人外伝』榎本破笠 日吉堂 1893.10
- 『二人兵士』榎本破笠(虎彦) 弘文館 1895.8
- 『桜痴居士と市川団十郎』国光社 1903.11
- 『葵の上』榎本破笠脚色
- 『ふたり紳士』スクリープ原作
- 『明治大正文学全集 第47巻 戯曲篇 第1』河竹黙阿弥篇 依田学海篇 福地桜痴篇 榎本虎彦篇 右田寅彦篇 春陽堂 1927-1932
- 『名工柿右衛門物語 日本演劇鑑賞』河竹登志夫編著 同和春秋社 1955 (少年読物文庫)